# 1960 en arts plastiques
| Années des arts plastiques : 1957 - 1958 - 1959 - 1960 - 1961 - 1962 - 1963    |
| Décennies des arts plastiques : 1930 - 1940 - 1950 - 1960 - 1970 - 1980 - 1990 |

Cette page concerne l'année 1960 en arts plastiques.

## Œuvres
- Montée et Descente de Maurits Cornelis Escher
- Lénine au Kremlin de Nikolai Baskakov
- Triple autoportrait de Norman Rockwell

## Événements
- le mouvement Nul (Zéro) se constitue aux Pays-Bas.
- le nouveau réalisme est fondé par Klein et Restany à l'occasion d'une exposition à la galerie Apollinaire de Milan.

## Naissances
- 22 janvier : Claude Goiran, peintre et sculpteur français,
- 4 mai : Élisabeth Cibot, sculptrice française,
- 11 juillet : Pierrick Sorin, artiste plasticien français,
- 21 septembre : Maurizio Cattelan, artiste plasticien italien,
- 22 décembre : Jean-Michel Basquiat, peintre américain († 12 août 1988),
- Selma Gürbüz, peintre et sculptrice turque († 22 avril 2021),
- Michael Woolworth, Imprimeur, éditeur d'estampes et Graveur sur bois français d'origine américaine;
- Kim Yasuda, artiste américaine.

## Décès
- 1er janvier : Paul-Émile Bécat, peintre, graveur et dessinateur français (° 2 février 1885),
- 5 janvier : Anders Osterlind, peintre français (° 19 juin 1887),
- 8 janvier : Tibor Boromisza, peintre hongrois (° 8 mars 1880),
- 23 janvier : Pierre Le Trividic,  peintre français de l'École de Rouen (° 12 avril 1898),
- 28 janvier : Armand Vallée, peintre français (° 27 décembre 1884),
- 31 janvier : Auguste Herbin, peintre français (° 29 avril 1882),
- 4 février :
  - Edmond-Édouard Lapeyre, peintre, illustrateur et affichiste français (° 17 novembre 1880),
  - Sandy-Hook, de son vrai nom Georges Taboureau, peintre, affichiste et illustrateur français (° 4 septembre 1879),
- 8 février : Maurice Marinot, peintre et artisan verrier français (° 20 mars 1882),
- 12 février :
  - Jean-Michel Atlan, peintre français (° 23 janvier 1913),
  - Louis Agricol Montagné, peintre et aquarelliste français (° 19 août 1879),
- 16 février : Adolphe Beaufrère, peintre et graveur français (° 24 mars 1876),
- 22 février : Paul-Émile Borduas, peintre surréaliste puis abstrait québécois (° 1er novembre 1905),
- 23 février : Alexandre Lippmann, escrimeur et peintre français (° 11 juin 1881),
- 28 février : Cécile Paul-Baudry, peintre française (° 30 décembre 1879),
- 6 mars : Jean Puy, peintre français (° 8 novembre 1876),
- 9 mars : Paul Jacoulet, peintre et graveur français (° 23 janvier 1896),
- 13 mars : Jacques Duthoo, peintre abstrait, céramiste et graveur français (° 19 février 1910),
- 21 mars : Charles-Lucien Moulin, peintre français (° 6 janvier 1869),
- 24 mars : Paul Joostens, peintre et dessinateur dadaïste belge (° 18 juin 1889),
- 21 avril :
  - Lucien Lantier, peintre français (° 27 juillet 1879),
  - Henry Valensi, peintre, réalisateur, animateur et théoricien de l'art français (° 17 septembre 1883),
- 14 mai : Andrée Lavieille, peintre française (° 11 septembre 1877),
- 15 mai : Guilherme d'Oliveira Marques, peintre et sculpteur portugais (° 12 octobre 1887),
- 22 mai : İbrahim Çallı, peintre turc (° 13 juillet 1882),
- 23 mai : Camille Carlier, peintre française (° 17 mai 1880),
- 30 mai : Léon Colombier, peintre français (° 4 janvier 1869),
- 1er juin : Frans Smeers, peintre belge (° 28 janvier 1873),
- 9 juin : Eugène Kurth, peintre luxembourgeois (° 25 mars 1868),
- 28 juin : Georges Baudin, peintre français (° 26 juin 1882),
- 10 juillet : Charles Forget, peintre et graveur français (° 26 janvier 1886),
- 14 juillet : Fernande Barrey, modèle et peintre française (° 9 janvier 1893),
- 23 juillet : Raymond Kanelba, peintre polonais (° 24 février 1897),
- 6 août : Meg Cléry, peintre française (° 31 août 1874),
- 12 août : Jeanne-Marie Barbey, peintre et photographe française (° 17 juillet 1876),
- 15 août : Jefferson Machamer, artiste de dessins animés (The Baffles, Petting Patty et Guys and Gals) (° 5 juillet 1901),
- 22 août : Georges Sauveur Maury, peintre français (° 6 octobre 1872),
- 30 août : István Szőnyi, peintre et graveur hongrois (° 17 janvier 1894),
- 1er septembre : André Jacques, peintre et graveur français (° 31 mai 1880),
- 5 septembre :
  - Edgard Bouillette, peintre français (° 15 février 1872),
  - Léonie Humbert-Vignot, peintre française (° 17 février 1878),
- 8 septembre : Vilmos Huszár, peintre et designer hongrois (° 5 janvier 1884),
- 17 septembre : Paul Ledoux, peintre, graveur et illustrateur français (° 18 novembre 1884),
- 2 octobre : Jaroslav Doubrava, compositeur, peintre et pédagogue tchécoslovaque (° 25 avril 1909),
- 6 octobre : Charles Curtelin, peintre français (° 5 mai 1859),
- 29 octobre : Sreten Stojanović, sculpteur, dessinateur, aquarelliste et critique d'art serbe puis yougoslave (° 2 février 1898),
- 4 novembre : Léon Galand, peintre et illustrateur français (° 18 avril 1872),
- 11 novembre : Pierre Galle, peintre, illustrateur et sculpteur français (° 8 février 1883),
- 25 novembre : Shirataki Ikunosuke, peintre japonais (° 17 mars 1873),
- 29 novembre : Fortunato Depero, peintre italien (° 30 mars 1892),
- 20 décembre : Henri Malançon, peintre français (° 20 décembre 1876),
- 22 décembre : Hedwig Woermann, sculptrice et peintre allemande (° 1er novembre 1879),
- 29 décembre : René Charles Edmond His, peintre français (° 15 février 1877),
- ? :
  - Francesco Agnesotti, peintre italien (°1882),
  - Colette Allendy, peintre, illustratrice et galeriste française (°1895),
  - Jacques Brissaud, peintre, sculpteur et lithographe français (° 1880),
  - Jean Engel, peintre français (° 15 janvier 1876),
  - Hans Neumann, lithographe, publicitaire, réalisateur, scénariste et producteur de cinéma autrichien (° 1888),
  - Léon Noireaut, peintre français (° 31 décembre 1886),
  - Émile-Henry Tilmans, peintre, dessinateur et graveur belge (° 1888).